# Xã Smoky Hill, Quận McPherson, Kansas
Xã Smoky Hill (tiếng Anh: Smoky Hill Township) là một xã thuộc quận McPherson, tiểu bang Kansas, Hoa Kỳ. Năm 2010, dân số của xã này là 311 người.